# Araeovalva
Araeovalva là một chi bướm đêm thuộc họ Gelechiidae.